# Эрг-Шигага
Эрг Шигага — один из двух значительных эргов в Марокко (второй — Эрг Шебби рядом с деревней Мерзуга). Эрг расположен в области Сус-Масса-Драа в 50 км к западу от села Мухаммед и примерно в 100 км к югу от города Загора. Протяжённость составляет 40 км на 15 км, высота дюн достигает 60 метров.
Из-за относительно сложного доступа (только полноприводный джип, на верблюде или пешком) эрг Шигага значительно реже посещается туристами.